# Полукружни канали
Полукружни канали (лат. canalis semicircularis) су анатомске структуре унутрашњег ува и саставни део коштаног лавиринта одговорног за претварање покрета и позиција главе у неуралну информацију. Свака ротација главе у једној равни ексцитира један, а инхибише други члан функционалног пара полукружних канала изазвивајући ("пул-пуш“ ефекат). Полукружни канали (предњи, задњи и спољашњи) налазе се у три просторне равни; предњи у сагиталној, задњи у чеоној, спољашњи у хоризонталној, или тросмерно, тако да у сваком функционалном пару, оба полукружна канала једне и друге стране леже у истој равни чинећи ортогонални положај.

## Улога
Вестибуларни апарат унутрешњег ува се састоји из статичког и динамицког дела, од којих је први старији и реагује на промене у односу на правац земљине теже и линеарна убрзања, док други реагује првенствено на ротациона убрзања, али и друга променљива кретања у разним правцима.
Осетни део статичког апарата или отолитички апарата или отолитички систем, представљају макуле у сакулусу које стоје вертикално и утрикулусу где су постављене хоризонтално и тако дају утисак о правцу деловања силе, променамама положаја тела или смеру кретања.
Динамички део вестибуларног апарата (купуларни апарат или купуларни систем), састоји се од три полукружна канала у три равни простора. Због купуле као основног механизма, динамички део вестибуларног апарат се зове купуларни апарат или купуларни систем. Овај систем канала полази и завршаваи се у утрикулусу, тако да са њим формира три прстена. При кружним кретањима и угаоним убрзањима услед инерције рецепторна ћелије у полукружним каналима се стимулишу покретом ендолимфе у одговарајућем каналу и откривају промене угаоног убрзања. Као и код макула цилије се и овде налазе у желатинозној маси, али без отолита већ чине помичну преграду ампуле (купулу) коју инерцијална кретања течности савијају и тако дају надражај канала у чијој равни делује угаоно убрзање.
Када се глава помера услед појаве ротације тела, ендолимфе ће тећи ка косим ћелијама, које добијају надражај који потом претварају у нервни импулса. Као одговор на те импулсе, настаје реакција мишића за одржавање равнотеже тела у новој позицији.

## Грађа
Полукружни канали заједно са кохлеом и вестибулумом чине коштани лавиринт. Смештени су иза вестибулума. Коштани полукружни канали, којих има три (предњи, задњи и спољни), постављени су у три различите равни простора. Спољани кана је нагнут према горе за 300, а предњи и задњи према тим равнима за 450. На сваком полукружном каналу разликујемо један проширени ампуларни крак и један глатки крак. Оба крака се отварају у шупљини трема (вестибулума) изузев глатких кракова предњег и задњег канала који се спајају у заједнички крак (лат. crus commune) тако да се у вестибулум не слива шест него само пет отвора.
Сваки од три полукружна канал је 3/4 круга, пречника од око 0,8 мм. Сваки канал има завршно проширење (ампула), које је двоструког дијаметра. Незнатно су спљоштени те њихов лумена на пресеку има овалан изглед. Ампуле сваког пара полукружних канала леже симетрично и увек су окренуте једна према другој. Према томе ако у једном полукружном каналу настане услед окретања, нпр ампулопетална лимфокинеза, у другој ампули која лежи с првом у истој равни, мора настати ампулофугална лимфокинеза, и обрнуто. То значи да просторно међусобно повезане ампуларне кристе мора реаговати антагонистички.
Предњи полукружни канали
Ови канали дужине су 15-20 mm. Леже испод (лат. eminentia arcuata) у сагиталној су равни. Предњи крај канала (лат. crus ampullare) је проширен (лат. ampulla ossea anterior). Отварају се на горњем зиду вестибулума. Други крај (лат. crus simplex) сједињује се са горњим крајем задњег канала у (лат. crus commune - 4 mm дужине) и такође отвара на горњем зиду.
Задњи полукружни канали
Ови канали дужине су 15-22 мм, и паралелни са задњом страном пирамиде. У чеоној су равни. Ампуларни крај (лат. ampulla ossea) отвара се на задњем зиду трема. Прост крак образује (лат. crus commune) са простим краком предњег канала.
Спољни (хоризонтални) полукружни канали
Ови канали дужине су 12-15 mm. Постављени су у хоризонталној равни. Они изазивају испупчење на унутрашњем зиду бубне дупље. Њихов предњи ампуларни крај као и прост крак, (лат. crus simplex) отварају се горњем зиду трема.
Један крај полукружних канала је проширен и формира ампулу у којој је смештен сензорни орган, ампуларна криста - лат. crista ampullaris, са око 23.000 ћелија. Ампуларна купула лат. Cupula ampullaris представља желатинозму масу која се простире од површине кристе до крова ампуле полукружног канала. Купула има исту специфичну тежину као ендолимфа, због чега на кристу не делују силе гравитације код одређеног положаја, што би стално доводило до вртоглавице и нистагмуса.
Цилијарна ћелије криста полукружних канала, основом окренуте према перилимфи, у контакту су са завршецима вестибуларног живца. Ћелије типа два су облика флаше, а њихову података обухвата један нервни завршетак облика сличан чаши. Ћелије типа два су цилиндричне, са бројним аферентним нервним завршецима. Свака цилијарна ћелија има једну дужу киноцилију и већи број стереоцилија. Састављене из ћелијских елемената као макуле (сакулуса и утрикулуса), кристе се разликују од истих дужином микровила сензорних ћелија, обликом и висином галертне мембране (облика куполе високе преко 100 микрометара) и одсуством статолита.
У кристи хоризонталног полукружног канала, киноцилије су лоциране ближе утрикулусу, а у кристи вертикалних канала даље од утрикулуса. Ово објашњава зашто је у хоризонталним каналима јачи надражај ампулопеталне (утрикулопеталне) лимфокинезе (дефлексија купуле према утрикулусу), док је у вертикалним каналима јачи подражај ампулофугалне (утрикулофугалне) лимфокинезе (дефлексија купуе супротно од утрикулуса).
Кретање ендолимфе изазива нистагмус у правцу јаче надраженог канала, и зато надражај сваког полукружног канала изазива нистагмус у равни подражаног канала (Евалдов закон).
Код савијања стереоцилија и киноцилије, на горњој површини ћелије која је у контакту са ендолимфом, отварају се јонски канали сензорних цилија. Доминантан јон у ендолимфи је калијум, који путује овим каналима кроз ћелију и деполаризује је. Основа сензорних ћелија која је окружена перимифом, садржи калцијум канале који зависе од волтаже, па су отворени када је ћелија деполаризована. Кроз отворене канале јони калцијума улазе у ћелију.
Влакна ампуларног нерва се налазе у средини кристе и ту остварују синаптичке везе са сензорним ћелијама. Из немијелизиране мреже нервних влакана на нивоу сензорног епитела, полазе мијелинске влакна која представљају прве неуроне. То су биполарне ћелије чија се тела налазе у скарпеовом ганглиону у унутрашњем слушном ходнику. Горњи део ганглиона прима влакна из горњег и латералног полукружног канала, утрикулуса и мањег дела сакулуса, док доњи део прима влакна из задњег полукружног канала и већег дела макуле сакулуса.
Аксони сензитивних неурона вестибуларног апарата формирају вестибуларни живац и пројектују се на вестибуларне нуклеусе у продуженој мождини, а део влакана наставља до малог мозга. Из вестибуларних нуклеуса полазе еферентна влакна која формирају вестибуло-спинални тракт, као и неурони другог реда који иду до таламуса, а затим до коре. Из вестибуларних нуклеуса полазе и неурони другог реда који иду до нуклеуса кранијалних нерава који контролишу покрете очију. На тај начин полукружни канали заједно са отолитиним органом пружају информације нашем мозгу о положај тела и његовим покретима. А веза између вестибуларног система и очију помаже у одржавању равнотеже и држању очију усмерених на објекат („оријентир“) док се глава окреће или док се тело ротира.
Слободну површину макула покрива око 20 μмм дебела галертна (статолитна) мембрана у коју штрче снопићи сензорних ћелија, тако да сваки снопић окружује пукотина испуњена ендолимфом. На слободној површини галертне мембране постављени су бројни ситни кристали отолита или статоцониае, састављени од калцијум карбоната и протеинске супстанце. На мембрани се налази „стриола“ облика снежног наноса и може се идентификовати као канал код отолитичке емембране утрикулуса.
Статоконије производе потпорне ћелије, а разграђују их тамне ћелије, које се налазе на периферији макула и ампуларних криста. Кристе представљају неуроепителне вестибуларне структуре облика високих гребена, који урањају у лумен полукружних канала, а постављене су под углом од 90° на уздужну осу полукружног канала. Свака криста садржи око 7.600 сензорних ћелија. Налазе се у ампуларни проширењима полукружних канала. Постоје два облика сензорних ћелија:
- Тип један ћелије, које су облика амфоре, локализоване у централним областима макуле и кристе. Састоје се из базално постављеног нуклеуса, аферентног неуроналног каликса на које се настављају еферентне синапсе.
- Тип два ћелије, које су цилиндричног облика локализоване на периферији. Састоје се од базално постављеног једра и аферентних и еферентних базалних синапси.